# Ayako Sakuramoto

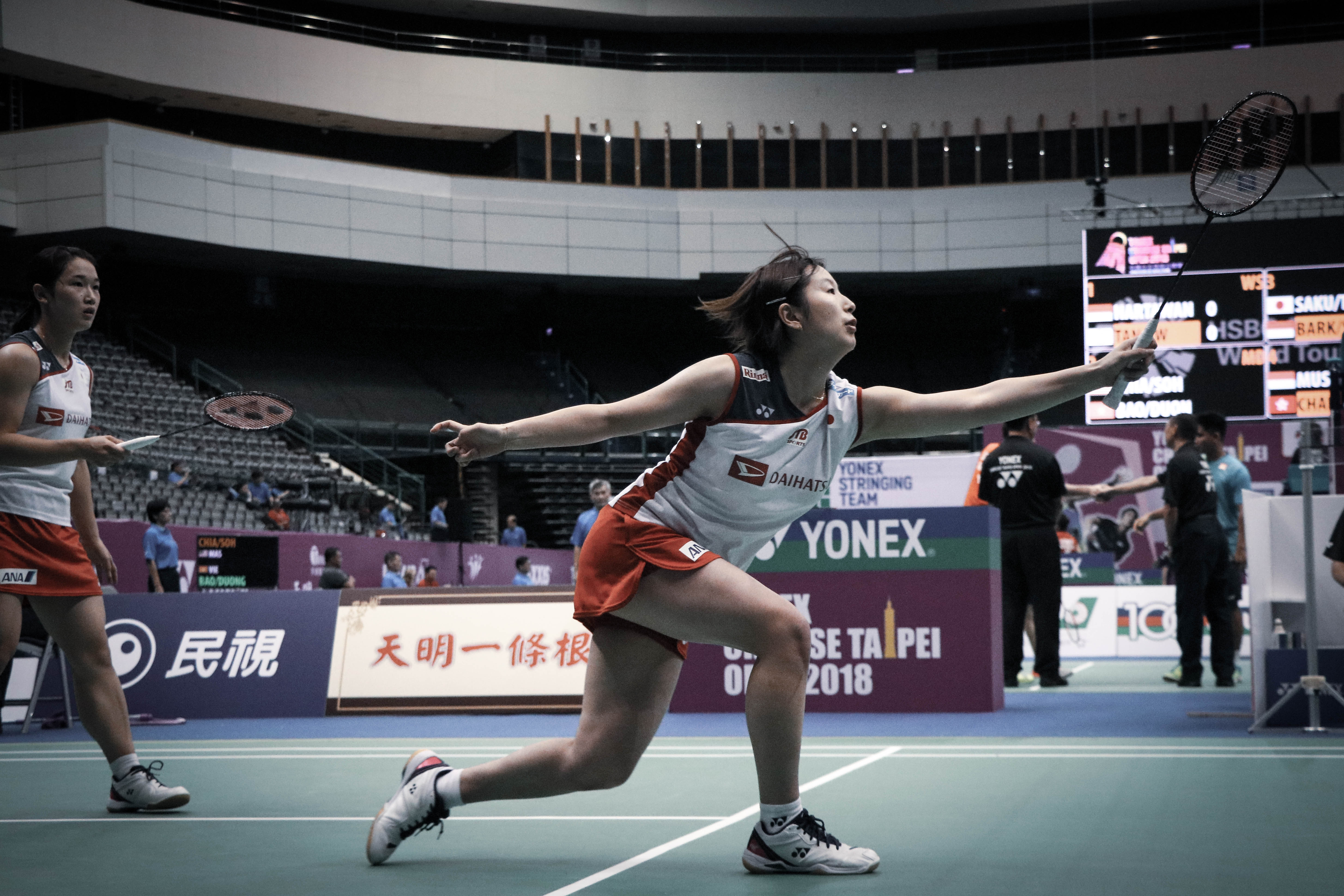
Sakuramoto bei den Chinese Taipei Open 2018

Ayako Sakuramoto (japanisch 櫻本 絢子; * 19. August 1995 in der Präfektur Fukuoka) ist eine japanische Badmintonspielerin.

## Karriere
Sakuramoto konnte bereits im Nachwuchsbereich internationale Erfolge feiern. Bei der Juniorenasienmeisterschaft wurde sie 2011 im Damendoppel mit Ayano Torii Dritte. Im folgenden Jahr wurde sie als Teil der japanischen Juniorenmannschaft Asienmeisterin und Vizeweltmeisterin. Außerdem gab sie bei den Erwachsenen ihr internationales Debüt bei den Osaka International. 2013 erspielte Sakuramoto beim Mannschaftswettkampf der Asienmeisterschaft der Junioren die Bronzemedaille. Vier Jahre später triumphierte sie bei den Spanish International und zog in die Endspiele der New Zealand Open und der Osaka International ein.
Für Sakuramoto war 2018 das erfolgreichste Jahr ihrer Karriere. So erreichte die Japanerin mit Yukiko Takahata das Finale der Spain Masters und der Osaka International und gewann auf der BWF World Tour die als Super 100 kategorisierten Canada Open,  Akita Masters und Indonesia Masters Super 100. Außerdem siegte sie bei drei Super 300 Wettkämpfen, den Swiss Open, den New Zealand Open und den Australian Open. Ihr größter Erfolg des Jahres war der Turniersieg bei den Singapore Open. Bei der Japanischen Meisterschaft wurde sie an der Seite von Takahata Dritte. Im folgenden Jahr erspielte sie mit der Japanischen Nationalmannschaft die Silbermedaille bei der Asienmeisterschaft in Hongkong, wo sie im Endspiel gegen die chinesische Auswahl unterlagen. Im Damendoppel verteidigte Sakuramoto ihren Titel bei den Akita Masters und wurde 2020 bei der nationalen Meisterschaft Dritte. Nachdem ihre langjährige Doppelpartnerin ihre Karriere beendet hatte, siegte sie 2022 bei den Canada Open mit Rena Miyaura.

## Sportliche Erfolge
| Jahr | Veranstaltung                            | Platz | Disziplin   | Spielpartner    |
| ---- | ---------------------------------------- | ----- | ----------- | --------------- |
| 2011 | Juniorenasienmeisterschaft 2011          | 3.    | Damendoppel | Ayano Torii     |
| 2012 | Juniorenasienmeisterschaft 2012          | 1.    | Mannschaft  | Japan           |
| 2012 | Badminton-Juniorenweltmeisterschaft 2012 | 2.    | Mannschaft  | Japan           |
| 2013 | Juniorenasienmeisterschaft 2013          | 3.    | Mannschaft  | Japan           |
| 2016 | Vietnam Open 2016                        | 3.    | Damendoppel | Yukiko Takahata |
| 2016 | Malaysia International 2016              | 3.    | Damendoppel | Yukiko Takahata |
| 2016 | Korea Masters 2016                       | 3.    | Damendoppel | Yukiko Takahata |
| 2017 | Dutch Open 2017                          | 3.    | Damendoppel | Yukiko Takahata |
| 2017 | New Zealand Open 2017                    | 2.    | Damendoppel | Yukiko Takahata |
| 2017 | Osaka International 2017                 | 2.    | Damendoppel | Yukiko Takahata |
| 2017 | Spanish International 2017               | 1.    | Damendoppel | Yukiko Takahata |
| 2018 | Chinese Taipei Open 2018                 | 3.    | Damendoppel | Yukiko Takahata |
| 2018 | Osaka International 2018                 | 2.    | Damendoppel | Yukiko Takahata |
| 2018 | Spain Masters 2018                       | 2.    | Damendoppel | Yukiko Takahata |
| 2018 | Canada Open 2018                         | 1.    | Damendoppel | Yukiko Takahata |
| 2018 | Akita Masters 2018                       | 1.    | Damendoppel | Yukiko Takahata |
| 2018 | Indonesia Masters Super 100 2018         | 1.    | Damendoppel | Yukiko Takahata |
| 2018 | Swiss Open 2018                          | 1.    | Damendoppel | Yukiko Takahata |
| 2018 | New Zealand Open 2018                    | 1.    | Damendoppel | Yukiko Takahata |
| 2018 | Australia Open 2018                      | 1.    | Damendoppel | Yukiko Takahata |
| 2018 | Singapore Open 2018                      | 1.    | Damendoppel | Yukiko Takahata |
| 2018 | Japanische Meisterschaft 2018            | 3.    | Damendoppel | Yukiko Takahata |
| 2019 | Badminton-Asienmeisterschaft 2019        | 2.    | Mannschaft  | Japan           |
| 2019 | Korea Open 2019                          | 3.    | Damendoppel | Yukiko Takahata |
| 2019 | Akita Masters 2019                       | 1.    | Damendoppel | Yukiko Takahata |
| 2020 | Japanische Meisterschaft 2020            | 3.    | Damendoppel | Yukiko Takahata |
| 2022 | Mexican International Challenge 2022     | 2.    | Damendoppel | Hinata Suzuki   |
| 2022 | Canada Open 2022                         | 1.    | Damendoppel | Rena Miyaura    |